# 23 avril
Pour les articles homonymes, voir Vingt-Trois-Avril.
23 mars 23 mai
Chronologies thématiques
- Croisades
- Ferroviaires
- Sports
- Disney
- Anarchisme
- Catholicisme

Abréviations / Voir aussi
- (° 1852) = né en 1852
- († 1885) = mort en 1885
- a.s. = calendrier julien
- n.s. = calendrier grégorien
- Calendrier
- Calendrier perpétuel
- Liste de calendriers
- Naissances du jour

Le 23 avril est le 113e jour, moins souvent le 114e, de l'année du calendrier grégorien ; il en reste ensuite 252.
Son équivalent était généralement le 4e jour du mois de floréal dans le calendrier républicain ou révolutionnaire français, officiellement dénommé jour de l'aubépine.

## Événements

### IIIesiècleav. J.-C.
- 215 av. J.-C. : Rome entame les travaux d'un temple dédié à Vénus sur la colline du Capitole afin de commémorer la défaite du lac Trasimène.

### VIesiècle
- 599 : le roi maya Uneh Chan de Calakmul attaque et défait la cité rivale de Palenque, dans le sud du Mexique. La reine Yohl Ik'nal est battue et la cité mise à sac.

### XIesiècle
- 1014 : le roi d'Irlande Brian Boru arrête les Vikings et les chasse de l'île mettant ainsi fin à la domination danoise en Irlande au prix de sa propre vie ci-après (bataille de Clontarf).
- 1016 : Edmond Côte-de-Fer devient roi d'Angleterre.

### XIIIesiècle
- 1229 : le roi Alphonse IX de León prend la citadelle de Cáceres, après plusieurs années de siège.

### XIVesiècle
- 1343 : début du soulèvement de la nuit de la Saint-George.
- 1348 : le roi Édouard III fonde l'ordre de la Jarretière, ordre de chevalerie britannique.

### XVIesiècle
- 1516 : décret sur la pureté de la bière en Allemagne (Reinheitsgebot).Palais de l'Escurial
- 1521 : bataille de Villalar.

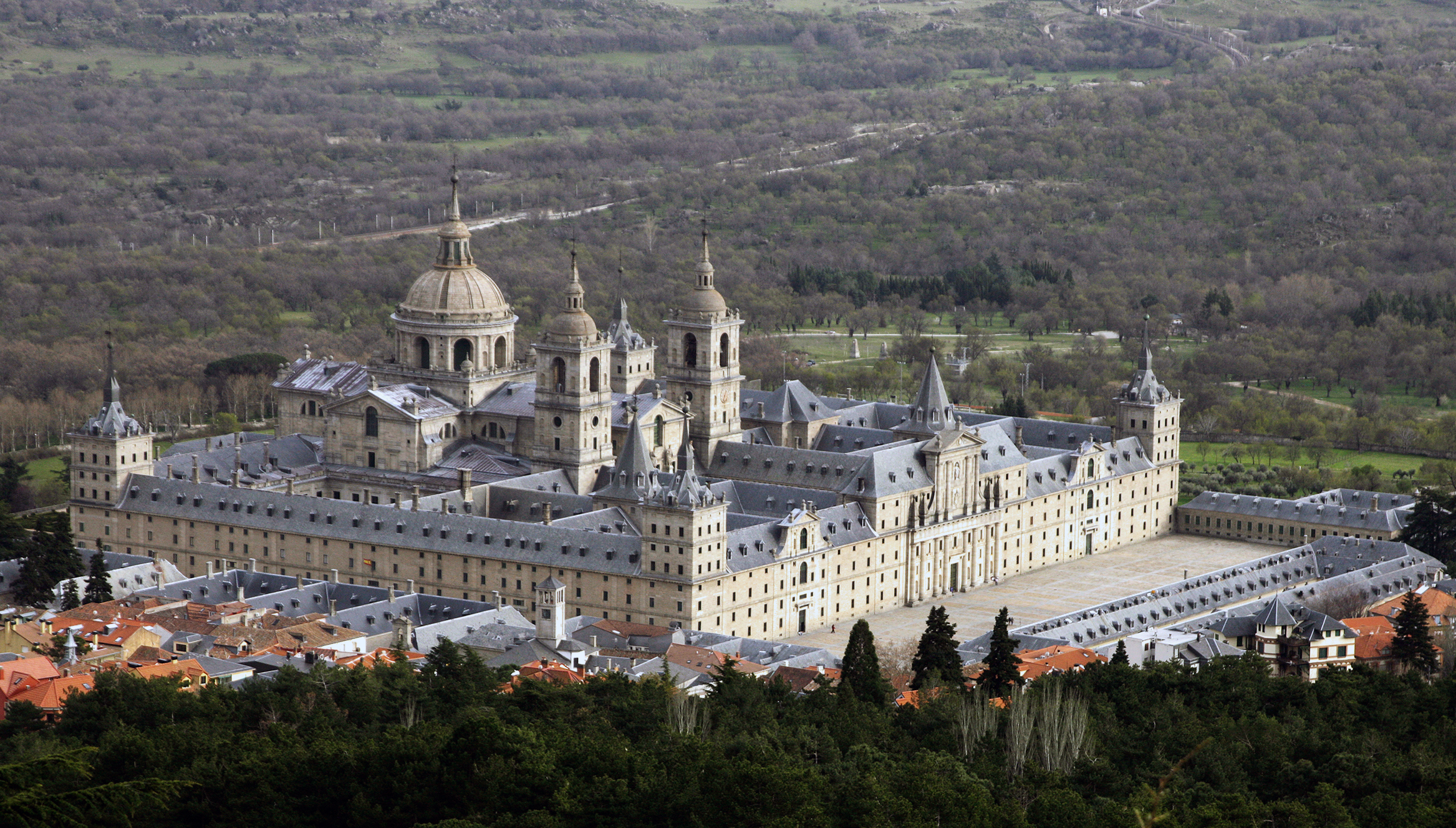
Palais de l'Escurial

- 1563 : pose de la première pierre du palais de l'Escurial en Espagne.

### XVIIesiècle
- 1661 : sacre de Charles II d'Angleterre.
- 1685 : sacre de Jacques II d'Angleterre.

### XVIIIesiècle
- 1702 : sacre d'Anne Ire de Grande-Bretagne.
- 1718 : fondation à Rome, par le pape Clément XI, de l’Académie pontificale de théologie (it).
- 1787 : tremblement de terre en Haïti.

### XIXesiècle
- 1848 : première élection au suffrage universel masculin depuis 1792, en France (élection de l'Assemblée constituante d'alors).
- 1858 : Ii Naosuke est nommé tairo, au Japon.
- 1860 : à Nice, un plébiscite approuve le traité de Turin, par lequel la Savoie et Nice passent de la maison de Savoie à la France.
- 1889 : fondation du parti social-démocrate suédois des travailleurs.
- 1895 : la seconde expédition de Madagascar commence à débarquer à Majunga.

### XXesiècle
- 1905 : création de la Section française de la IIe Internationale ouvrière (SFIO), lors du congrès du Globe.
- 1917 : conférence de Kreuznach, définissant pour la première fois les buts de guerre du Reich.
- 1918 : raid sur Zeebruges, pendant la Première Guerre mondiale.
- 1919 : vote de la loi instituant la journée de travail de 8 heures en France.
- 1920 : session inaugurale, à Ankara, de la grande assemblée nationale de Turquie.
- 1941 : le régime de Vichy unifie et réorganise la police par une loi qui crée en France la Police nationale.
- 1948 : résolution no 48 du Conseil de sécurité des Nations unies relative à la question palestinienne.
- 1949 : prise de Nankin par l'Armée populaire de libération (guerre civile chinoise).
- 1972 : référendum français sur l'élargissement des Communautés européennes (39,8 % d'abstentions et 68,3 % de « oui »).
- 1981 : l'assassinat de Stefano Bontate marque le début de la deuxième guerre de la mafia, conflit interne à Cosa nostra en Sicile.
- 1990 :
  - adhésion de la Namibie à l'ONU.
  - Chemnitz, dans l'ex-Allemagne de l'Est (Karl-Marx-Stadt pendant la période communiste) retrouve son ancien nom par référendum.
- 1992 : Than Shwe succède à Saw Maung comme chef d'État de Birmanie.

### XXIesiècle
- 2003 : réouverture partielle d'une « ligne verte », qui séparait depuis 1974 les territoires grec et turc de Chypre.
- 2005 : Silvio Berlusconi est chargé par le président Carlo Azeglio Ciampi de former un nouveau gouvernement italien, le Berlusconi bis ou Berlusconi III qui va obtenir la confiance du Parlement italien les 27 et 28 avril suivants.
- 2006 : Ferenc Gyurcsány entame un second mandat comme chef du gouvernement hongrois.
- 2018 : le Premier ministre d'Arménie investi six jours auparavant Serge Sarkissian démissionne à la suite d'un mouvement contestataire.

## Arts, culture et religion
- 1728 : Jean-Jacques Rousseau qui âgé de seize ans vient d'abjurer le protestantisme est baptisé catholique.
- 2015 : premier jour de louange, événement mondial tenu simultanément dans des églises et synagogues à travers le monde en parallèle à un événement central ayant lieu à la synagogue « Hazvi Israël » à Jérusalem (Israël & Palestine).

## Sciences et techniques
- 1827 : le mathématicien et physicien irlandais Rowan Hamilton présente sa théorie des systèmes de rayons.
- 2009 : le sursaut gamma GRB 090423 est découvert par le satellite artificiel SWIFT ce qui en fait alors l'événement astronomique identifié le plus éloigné de la Terre jamais observé par des êtres humains.

## Économie et société

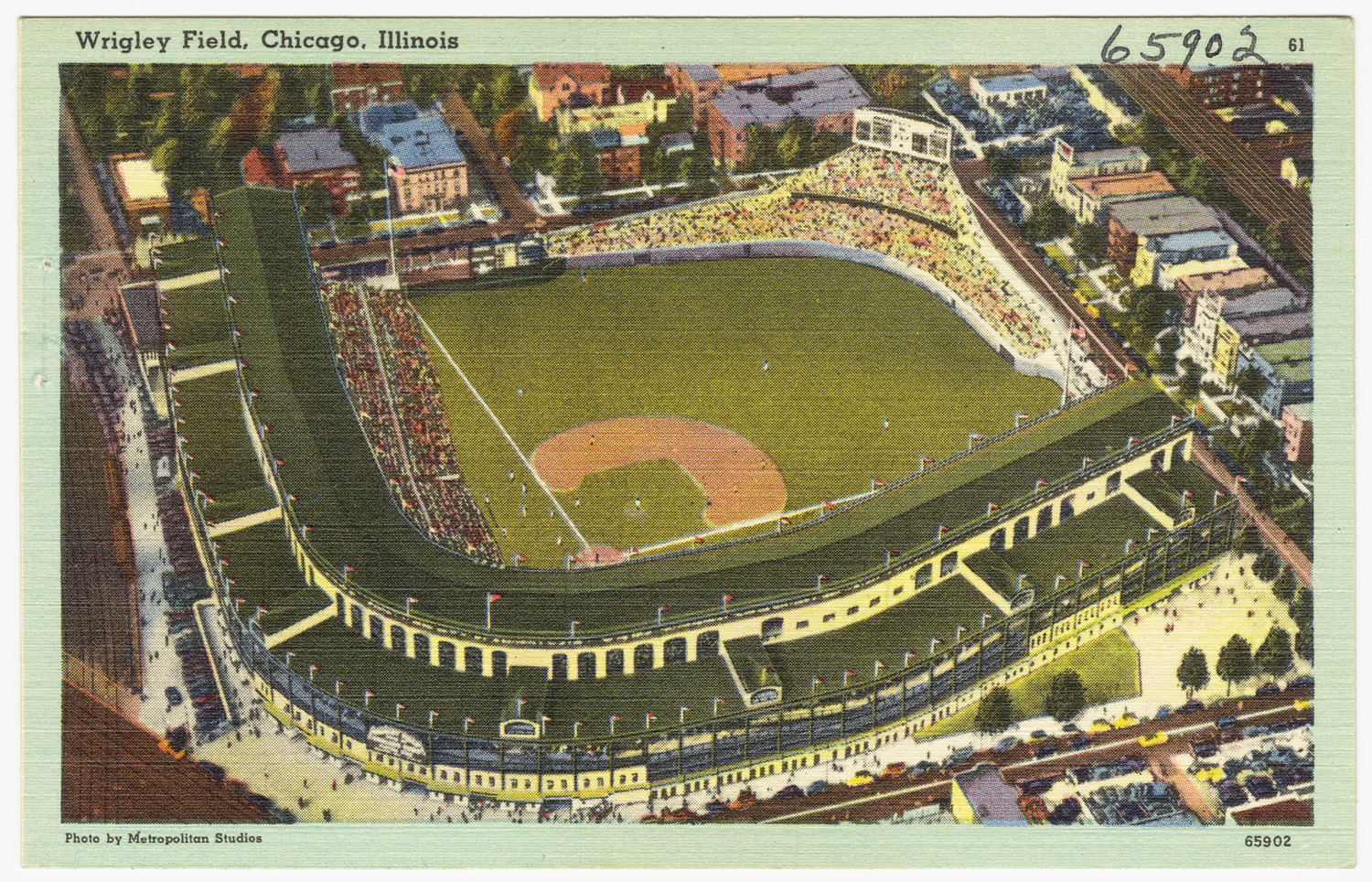
Wrigley Field à Chicago

- 1914 : un premier match de baseball est joué au Wrigley Field de Chicago alors appelé Weeghman Park.
- 1965 : présentation de la voiture Peugeot 204.
- 1985 : lancement du New Coke par The Coca-Cola Company.
- 2005 : la première vidéo est mise en ligne sur le site YouTube par l'un de ses fondateurs, une vidéo de lui devant des éléphants dans un zoo[1].
- 2013 : la loi Taubira autorisant le mariage entre personnes du même sexe en France est adoptée.
- 2018 : une camionnette fauche une trentaine de personnes sur près de deux kilomètres du trottoir de la principale artère rue Yonge de la ville de Toronto au Canada. Le conducteur de 25 ans tue ainsi dix personnes et en blesse quinze autres[2].

## Naissances

### XIIesiècle
- 1170 : Isabelle de Hainaut, reine de France par mariage avec Philippe II Auguste († 15 mars 1190).Olivier de Clisson

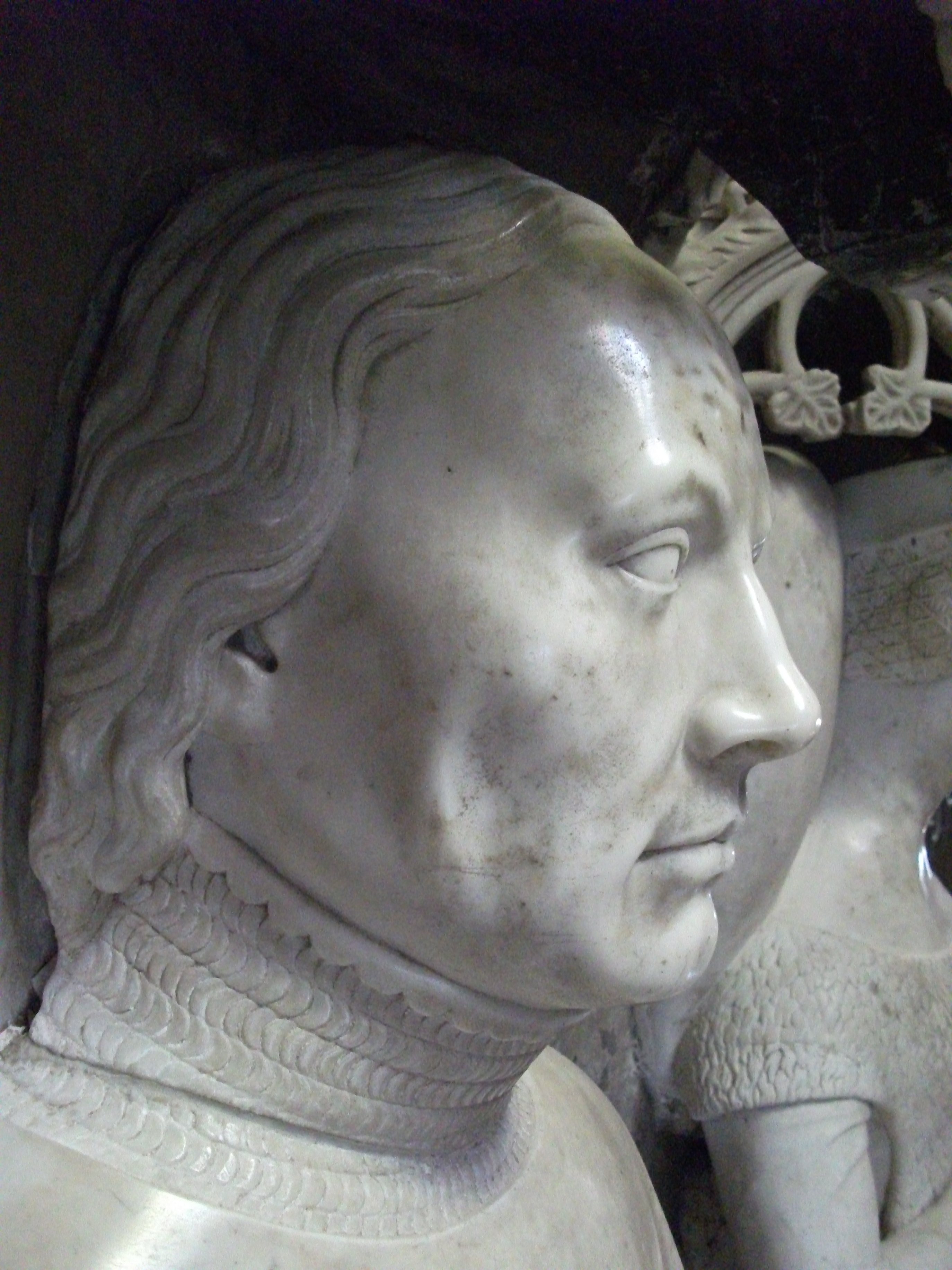
Olivier de Clisson

- 1185 : Alphonse II de Portugal, troisième roi du Portugal († 25 mars 1223).

### XIVesiècle
- 1336 : Olivier V de Clisson, connétable de France († 23 avril 1407). Statue de Sainte Jeanne de Valois en l'église Saint-Germain-l'Auxerrois à Paris Ier

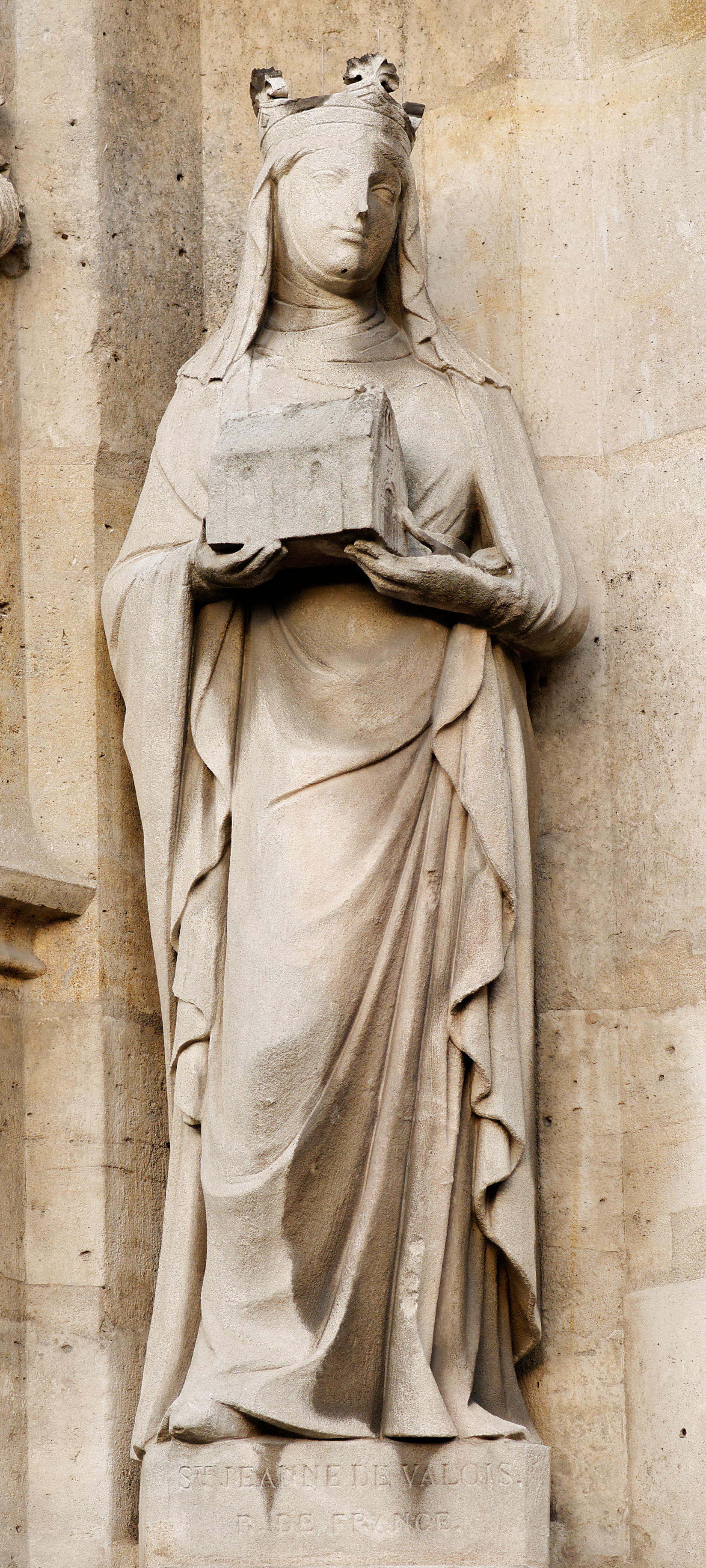
Statue de Sainte Jeanne de Valois en l'église Saint-Germain-l'Auxerrois à Paris Ier

### XVesiècle
- 1420 : Georges de Podiebrady, roi de Bohême († 22 mars 1471).
- 1464 : sainte Jeanne de France, reine de France, fille de Louis XI et première épouse de Louis XII († 4 février 1505).
- 1484 : Jules César Scaliger, érudit italien († 21 octobre 1558).

### XVIesiècle
- 1516 : Georg Fabricius, poète, historien et archéologue allemand († 17 juillet 1571).

### XVIIesiècle
- 1628 : Johann van Waveren Hudde, mathématicien néerlandais († 15 avril 1704).
- 1672 : François Chicoyneau, médecin français († 13 avril 1752).
- 1676 : Frédéric Ier de Suède, roi de Suède († 25 mars 1751).
- 1690 : Paul Maurice de Torrenté, ecclésiastique et juriste sédunois († 10 août 1749).

### XVIIIesiècle
- 1715 : Auguste de Keralio, militaire et précepteur français († 11 décembre 1805).
- 1728 : Samuel Wallis, navigateur britannique († 21 janvier 1765).
- 1748 : Félix Vicq d'Azir, médecin et anatomiste français († 20 juin 1794).Autoportrait de Joseph Mallord William Turner en 1798
- 1753 :

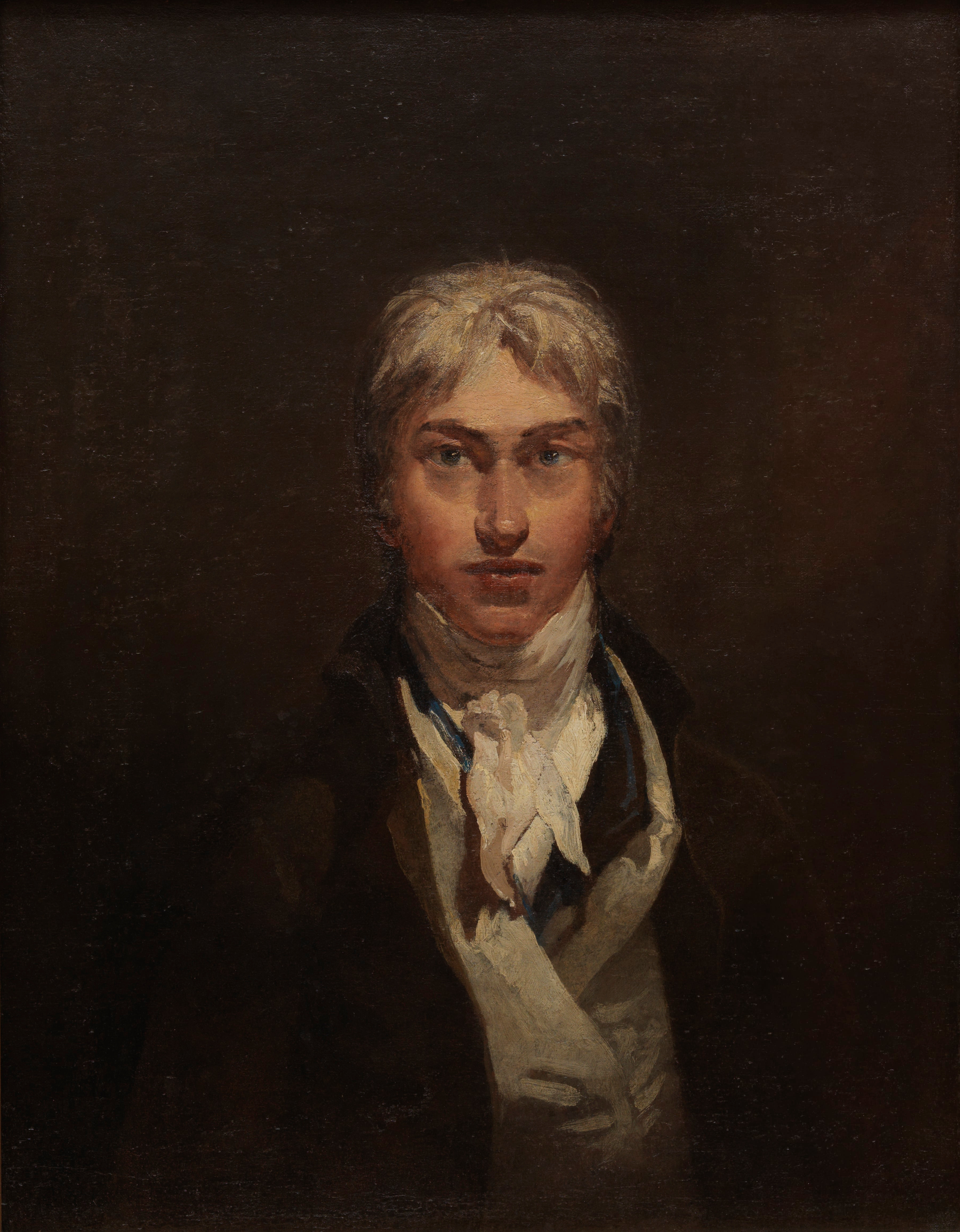
Autoportrait de Joseph Mallord William Turner en 1798

  - François Joseph Bouvet de Précourt, marin français († 20 juillet 1832).
  - Louis Trotry de La Touche, personnalité française de la Révolution française († 22 août 1804).
- 1775 : Joseph Mallord William Turner, peintre britannique († 19 décembre 1851).
- 1791 : James Buchanan, homme d’État américain, 15e président américain de 1857 à 1861 († 1er juin 1868).
- 1794 : Achille Richard, botaniste et médecin français († 5 octobre 1852).

### XIXesiècle
- 1803 : Jules d'Anethan, homme d'État belge († 8 octobre 1888).
- 1810 : Eugène Belgrand, ingénieur français († 8 avril 1878).Max Planck
- 1813 :

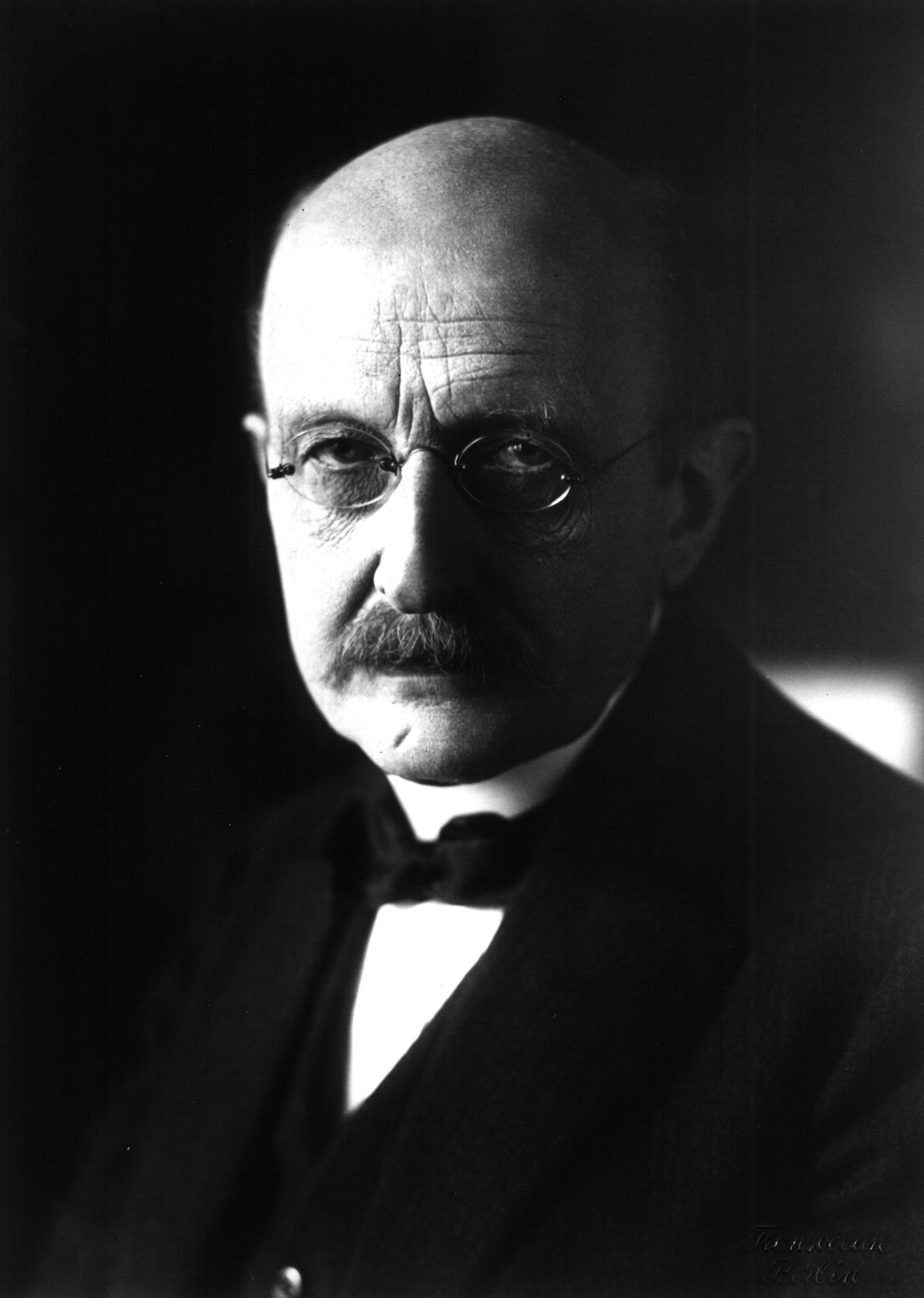
Max Planck

  - Stephen A. Douglas, homme politique américain († 3 juin 1861).
  - Frédéric Ozanam, historien et essayiste français, fondateur de la Société de Saint-Vincent-de-Paul († 8 septembre 1853).
- 1823 : Abdülmecit Ier, sultan ottoman († 25 juin 1861).
- 1853 : Jules-Auguste Lemire ou « abbé Lemire », homme politique français, à l'origine du développement des jardins ouvriers en France († 7 mars 1928).
- 1857 : Ruggero Leoncavallo, compositeur italien († 9 août 1919).
- 1858 : Max Planck, physicien allemand, prix Nobel de physique 1918 († 4 octobre 1947).
- 1861 : Edmund Allenby, général britannique († 14 mai 1936).
- 1873 : Arnold Van Gennep, folkloriste et ethnologue français d'origine germano-néerlandaise († 7 mai 1957).
- 1876 : Arthur Moeller van den Bruck, historien et écrivain allemand († 30 mai 1925).
- 1880 : Michel Fokine, danseur et chorégraphe russe († 22 août 1942).
- 1885 : Jarl Priel (Charles Trémel dit), écrivain bretonnant († 19 août 1965).
- 1888 : Georges Vanier, militaire et diplomate canadien († 5 mars 1967).
- 1889 : Edward Harrison Taylor, herpétologiste américain († 16 juin 1978).
- 1891 : Sergueï Prokofiev, compositeur russe († 5 mars 1953).
- 1892 : Richard Huelsenbeck, écrivain et poète allemand, l'un des fondateurs de Dada († 30 avril 1974).
- 1893 : Frank Borzage, réalisateur américain († 19 juin 1962).Sergueï Prokofiev vers 1918

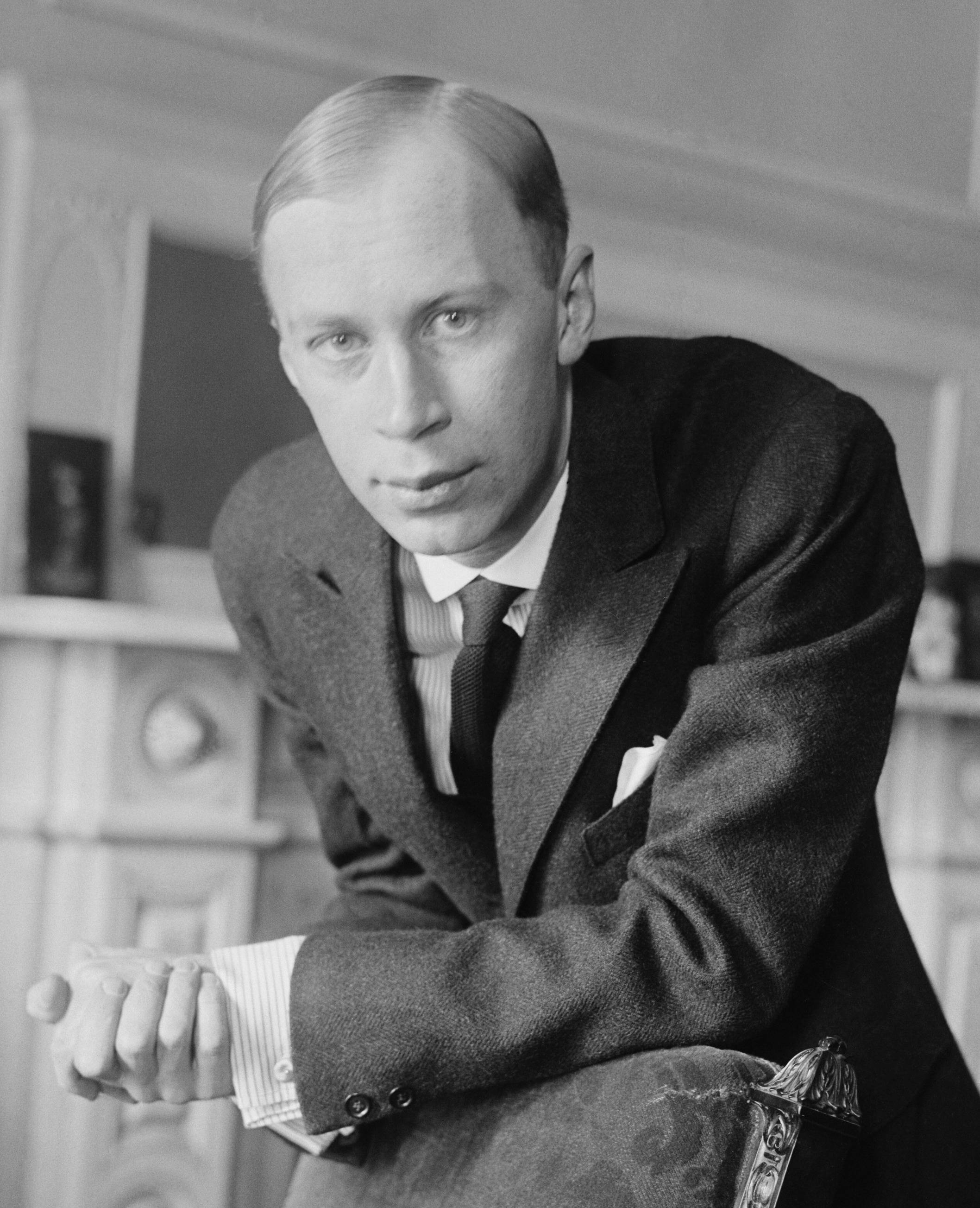
Sergueï Prokofiev vers 1918

- 1896 : Charlie Rivel, clown espagnol († 26 juillet 1983).
- 1897 :
  - Lucius D. Clay, militaire et homme politique américain († 16 avril 1978).
  - Lester B. Pearson, homme politique canadien, Premier ministre de 1963 à 1968, prix Nobel de la paix en 1957 († 27 décembre 1972).
- 1899 : Bertil Ohlin, économiste suédois, prix Nobel d'économie en 1977 († 3 août 1979).
- 1900 : Henry Barraud, compositeur français († 28 décembre 1997).

### XXesiècle
- 1902 :
  - Halldór Laxness, écrivain islandais, prix Nobel de littérature en 1955 († 8 février 1998).
  - Louis Salou, acteur français († 12 octobre 1948).
- 1904 :
  - Louis Muhlstock, peintre québécois († 26 août 2001).
  - Duncan Renaldo, acteur roumain naturalisé américain († 3 septembre 1980).
- 1907 : Lee Miller, photographe et modèle américaine († 21 juillet 1977).
- 1910 : 
  - Sheila Scott Macintyre, mathématicienne écossaise († 21 mars 1960).
  - Carlo Orlandi, boxeur italien, champion olympique en 1928 († 21 juillet 1983).
- 1911 : 
  - Ronald Neame, réalisateur britannique († 16 juin 2010).
  - Simone Simon, actrice française († 22 février 2005).
- 1912 : Santiago Lovell, boxeur argentin, champion olympique poids lourd en 1932 († 17 mars 1966).
- 1917 : Renée Lebas, chanteuse et productrice de musique française († 18 décembre 2009).
- 1918 : Maurice Druon, écrivain français († 14 avril 2009).
- 1919 : Anne Buydens, productrice euro-américaine, veuve de Kirk Douglas († 29 avril 2021).
- 1921 :
  - Janet Blair, actrice américaine († 19 février 2007).
  - Warren Spahn, joueur de baseball américain († 24 novembre 2003).
- 1923 :
  - Oscar Gross Brockett, historien du théâtre américain († 7 novembre 2010).
  - Manuel Mejía Vallejo, écrivain colombien († 23 juillet 1998).
- 1924 : Colin Welch, journaliste politique britannique († 28 janvier 1997).
- 1927 : Michel Barbey, comédien français aussi doublure vocale.
- 1928 : Shirley Temple, actrice et femme politique américaine († 10 février 2014).
- 1929 : George Steiner, philosophe américain d'origine autrichienne († 3 février 2020).
- 1930 : Alan Oppenheimer, acteur américain.
- 1932 : Xosé Chao Rego (gl), théologien et écrivain galicien (espagnol, † 28 novembre 2015).
- 1935 : Guy de Rougemont (Guy Joachim Edgard René du Temple de Rougemont dit), peintre et sculpteur français académicien ès beaux-arts († 19 août 2021).
- 1936 :
  - Anatoli Naïman, poète, traducteur, essayiste et écrivain soviétique puis russe († 21 janvier 2022).
  - Roy Orbison, chanteur et compositeur américain († 6 décembre 1988).
- 1937 : René Bouin, homme politique français († 7 octobre 2018).
- 1939 :
  - David Birney, acteur américain.
  - Lee Majors (Harvey Lee Yeary dit), acteur et producteur américain.
  - Ray Peterson (en), chanteur américain († 25 janvier 2005).
- 1941 :
  - Jacqueline Boyer, chanteuse française.
  - Paavo Lipponen, homme politique finlandais, Premier ministre de 1995 à 2003.
- 1942 : Sandra Dee, actrice américaine († 20 février 2005).
- 1943 :
  - Tony Esposito, joueur de hockey sur glace canadien.
  - Gail Goodrich, joueur de basket-ball américain.
  - Frans Koppelaar, peintre néerlandais.
  - Hervé Villechaize, acteur français († 4 septembre 1993).
- 1944 : Jean-François Stévenin, acteur et réalisateur français († 27 juillet 2021).
- 1945 : Russell Jacoby, historien américain.
- 1947 :
  - Blair Brown, actrice américaine.
  - Glenn Cornick, musicien britannique, bassiste du groupe Jethro Tull († 28 août 2014).
  - Bernadette Devlin, activiste politique républicaine irlandaise.
  - Michel Leeb, humoriste français.
  - Boris Kuznetsov, boxeur soviétique, champion olympique († 3 mai 2006).
- 1948 :
  - Pascal Quignard, écrivain français, Prix Goncourt, et auteur de référence du Petit Robert pour ses citations.
  - Serge Thériault, humoriste et acteur québécois.
- 1949 :
  - Joyce DeWitt, actrice et productrice américaine.
  - John Miles, chanteur et musicien britannique.(† 5 décembre 2021).
  - György Gedó, boxeur hongrois champion olympique.
- 1950 : Maître Gérard Michel, avocat français chroniqueur juridique de l'émission méridienne de conseils pratiques en tous genres La quotidienne sur France 5.

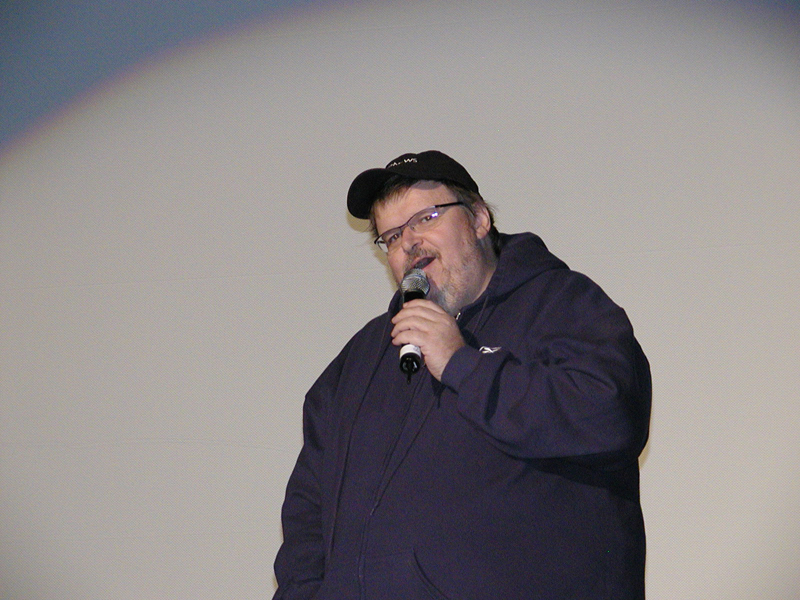
Michael Moore en 2005

- 1953 : James Russo, acteur, producteur et scénariste américain.
- 1954 : Michael Moore, écrivain et réalisateur américain de documentaires engagés.
- 1955 : Judy Davis, actrice australienne.
- 1956 : 
  - Josef Mazura, joueur de football tchèque, champion olympique.
  - Jean-Marc Rochette, dessinateur et peintre français.
- 1957 : Kenji Kawai, compositeur japonais de musique de film.
- 1958 : Ryan Walter, joueur de hockey sur glace canadien.
- 1960 :
  - Valerie Bertinelli, actrice américaine.
  - Steve Clark, guitariste britannique du groupe Def Leppard († 8 janvier 1991).
  - Claude Julien, entraîneur canadien de hockey sur glace.
  - Craig Sheffer, acteur américain.
- 1961 : Andreï Kourkov, écrivain ukrainien de langue russe.
- 1963 :
  - Paul Belmondo, coureur automobile français.
  - Pia Cramling, joueuse d'échecs suédoise.
- 1967 :
  - Rhéal Cormier, joueur de baseball canadien.
  - Melina Kanakaredes, actrice américaine d'origine grecque.
- 1968 :
  - Ken McRae, joueur de hockey sur glace canadien.
  - Timothy McVeigh, terroriste américain à l'origine de l'attentat d'Oklahoma City en 1995 († 11 juin 2001).
- 1969 : 
  - Martín López-Zubero, nageur espagnol spécialiste du dos, champion olympique.
  - Yelena Shushunova, gymnaste soviétique, double championne olympique († 16 août 2018).
  - Renata Mauer-Różańska, tireuse sportive polonaise, double championne olympique.
- 1971 :
  - Andrew Kreisberg, scénariste et producteur de télévision américain.
  - Alex Perron, acteur québécois et humoriste du groupe humoristique Les Mecs comiques.
- 1972 : Pierre Labrie, poète québécois.
- 1973 : 
  - Patrick Poulin, joueur de hockey sur glace québécois.
  - Damien Touya, escrimeur français spécialiste du sabre, champion olympique.
- 1974 :
  - Virginie Desarnauts actrice française.
  - Gérald Genty, chanteur français.
  - Barry Watson, acteur américain.
- 1975 : 
  - Jón Þór Birgisson, chanteur islandais.
  - Margien van Doesen, actrice néerlandaise.
  - Damien Touya, sabreur français, champion olympique.
- 1977 :
  - Arash (Arash Labaf dit), chanteur, danseur et producteur iranien.
  - John Cena, catcheur américain.
  - Vanessa Dolmen, animatrice française de télévision.
  - Andruw Jones, joueur de baseball antillais.
  - Willie Mitchell, hockeyeur sur glace canadien.
- 1978 : Gezahegne Abera, marathonien éthiopien, champion olympique.
- 1979 :
  - Jaime King, actrice américaine.
  - Samppa Lajunen, spécialiste finlandais du combiné nordique.
  - Lauri Ylönen, chanteur finlandais du groupe The Rasmus.
- 1983 :
  - Daniela Hantuchová, joueuse de tennis slovaque.
  - Gerhard Zandberg, nageur sud-africain.
- 1984 : Jesse Soffer, acteur américain.
- 1985 :
  - Taio Cruz, auteur-compositeur et chanteur britannique.
  - Thibaut Fauconnet, patineur de vitesse français.
  - Angel Locsin, actrice et modèle philippine.
- 1986 :
  - Alberto Aguilar, matador espagnol.
  - Sven Kramer, patineur de vitesse néerlandais.
- 1988 : Justin Brownlee, basketteur américain.
- 1989 : Antoine Daniel, vidéaste français.
- 1990 :
  - Dev Patel, acteur britannique d'origine indienne.
  - Matthew Underwood, acteur américain.
- 1995 : Gigi Hadid, mannequin américaine.
- 1999 : Son Chae-young dite Chaeyoung, chanteuse, danseuse et rappeuse sud-coréenne.

### XXIesiècle
- 2000: Lee Je-no dit Jeno, rappeur, danseur et chanteur sud-coréen
- 2004 : Wejdene, chanteuse de RnB française.
- 2018 : Louis de Cambridge, fils de la duchesse de Cambridge Catherine Middleton et du prince William et duc de Cambridge héritier en second de la couronne du Royaume-Uni.

## Décès

### IVesiècle
- 303 : Georges de Lydda le « Saint Georges » ci-après des chrétiens et le patron de l'Angleterre (° v. 275 ou 280).

### VIIIesiècle
- 725 : Wihtred, roi de Kent (° v. 670).Représentation de Brian Boru du XVIe siècle

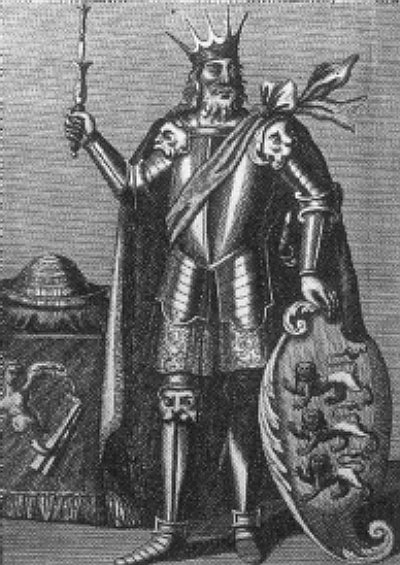
Représentation de Brian Boru du XVIe siècle

### XIesiècle
- 1014 : Brian Boru, roi d'Irlande (° 941).
- 1016 : Æthelred le Malavisé, roi d'Angleterre (° v. 968).

### XVesiècle
- 1407 : Olivier V de Clisson, connétable de France (° 23 avril 1336).

### XVIesiècle
- 1566 : Claude de Savoie, gouverneur et grand sénéchal de Provence (° 7 mars 1507).

### XVIIesiècle
- 1616 : William Shakespeare

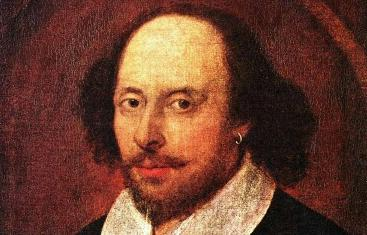
William Shakespeare

  - inhumation de Miguel de Cervantes, romancier, poète et dramaturge espagnol (° 29 septembre 1547).
  - Inca Garcilaso de la Vega, écrivain, historien, traducteur et chroniqueur péruvien hispanophone (° 12 avril 1539).
  - William Shakespeare, poète et dramaturge anglais (baptisé le 26 avril 1564).
- 1625 : Maurice de Nassau, prince d'Orange (° 14 novembre 1567).
- 1691 : Jean-Henri d'Anglebert, claveciniste et compositeur français (° 1er avril 1629).

### XVIIIesiècle
- 1712 : Lambert Chaumont, musicien wallon (° 1630).
- 1780 : Marie-Antoinette de Bavière, princesse de Bavière, compositrice, chanteuse, joueuse de clavecin, mécène, régente de Saxe de 1763 à 1768 (° 18 juillet 1724).Jules Barbey d'Aurevilly photographié par Nadar

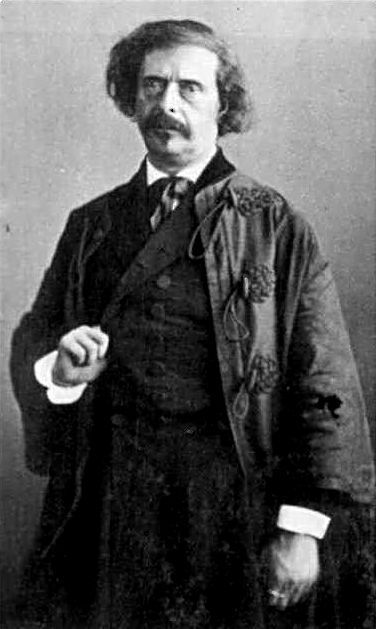
Jules Barbey d'Aurevilly photographié par Nadar

### XIXesiècle
- 1839 : Jacques Félix Emmanuel Hamelin, contre-amiral et explorateur français (° 13 octobre 1768).
- 1843 : Joseph-Antoine-René Joubert, militaire français, général dans les armées du Premier Empire (° 11 novembre 1772).
- 1850 : William Wordsworth, poète britannique (° 7 avril 1770).
- 1889 : Jules Barbey d'Aurevilly, écrivain et journaliste français (° 2 novembre 1808).

### XXesiècle
- 1905 : Gédéon Ouimet, homme politique québécois (° 2 juin 1823).
- 1907 : André Theuriet, poète, romancier et auteur dramatique français (° 8 octobre 1833).
- 1918 : Paul Sébillot, ethnologue et folkloriste gallo-britto-français (° 6 février 1843).
- 1922 : Léopold Mountbatten, petit-fils de la Reine Victoria (° 21 mai 1889).
- 1931 : Jean-Victor Augagneur, médecin et homme politique français (° 16 mai 1855).
- 1951 :
  - Jules Berry, acteur et réalisateur français (° 9 février 1883).
  - Charles Dawes, homme politique américain (° 27 août 1865).
- 1956 : Raymond Cordy, acteur français (° 9 décembre 1898).
- 1959 : Edwin Ray Guthrie, psychologue et professeur d'université américain (° 6 janvier 1886).
- 1964 : Alberto Jiménez Fraud, pédagogue espagnol (° 4 février 1883).
- 1965 : Georges Périnal, directeur de la photographie français (° 1897).
- 1969 : Camillo Mastrocinque, scénariste, réalisateur voire acteur italien (° 11 mai 1901).
- 1975 : William Hartnell, acteur anglais (° 8 janvier 1908).
- 1978 :
  - Jacques Rueff, homme politique, économiste et académicien français (° 23 août 1896).
  - Teo Soon Kim, première avocate singapourienne (° 23 juin 1904).
- 1979 : Maurice Clavel, écrivain, journaliste et philosophe français (° 10 novembre 1920).
- 1983 : Buster Crabbe, nageur et acteur américain (° 7 février 1908).
- 1986 :
  - Harold Arlen, compositeur de chansons américain (° 15 février 1905).
  - Otto Preminger, réalisateur de cinéma austro-américain (° 5 décembre 1906).
- 1990 : Paulette Goddard, actrice américaine (° 3 juin 1910).
- 1991 : Johnny Thunders, guitariste et chanteur de rock américain (° 15 juillet 1952).
- 1992 : Satyajit Ray, réalisateur indien (° 2 mai 1921).
- 1995 :
  - Douglas Lloyd Campbell, homme politique canadien (° 27 mai 1895).
  - Howard Cosell (en), journaliste sportif américain (° 25 mars 1918).
- 1996 :
  - Jean-Victor Allard, premier canadien-français à devenir le chef d'état-major des Forces armées canadiennes (° 12 juin 1913).
  - Jesús Hernández Úbeda, cycliste sur route espagnol (° 11 octobre 1959).
  - Pamela L. Travers, écrivaine australienne et anglaise, créatrice de Mary Poppins (° 9 août 1899).
- 1997 :
  - Denis Compton, joueur de cricket et footballeur anglais (° 23 mai 1918).
  - Denis Perron, homme politique canadien (° 22 novembre 1938).
- 1998 :
  - Mohamed Ben Ali, acteur tunisien (° 17 février 1932).
  - Axel Grönberg, lutteur suédois (° 9 mai 1918).
  - Konstantinos Karamanlis, homme politique grec, président de la République de 1980 à 1985 puis de 1990 à 1995 (° 8 mars 1907).
  - Catherine Langeais, présentatrice française de télévision (° 9 août 1923).
  - James Earl Ray, condamné à 99 ans de prison pour l'assassinat, en 1968, de Martin Luther King Jr. (° 10 mars 1928).
  - Gregor von Rezzori, acteur et écrivain autrichien puis apatride (° 13 mai 1914)

### XXIesiècle
- 2001 : David Walker, astronaute américain (° 20 mai 1944).
- 2004 : Marie-Émile Boismard, théologien français (° 14 décembre 1916).
- 2005 :
  - Robert Farnon, musicien, chef d’orchestre et compositeur d’origine canadienne (° 24 juillet 1917).
  - John Mills, acteur britannique (° 22 février 1908).
  - Romano Scarpa, dessinateur de bandes dessinées Disney (° 27 septembre 1927).
- 2006 :
  - Abdeslam Chraïbi, acteur marocain (° ? 1936).
  - Boris Fraenkel, homme politique français (° 10 janvier 1921).
  - William Paul Gottlieb, journaliste et photographe américain (° 28 janvier 1917).
  - Daniel Guérard, chanteur et animateur de radio québécois (° 13 juin 1943).Boris Eltsine en 1993
- 2007 :

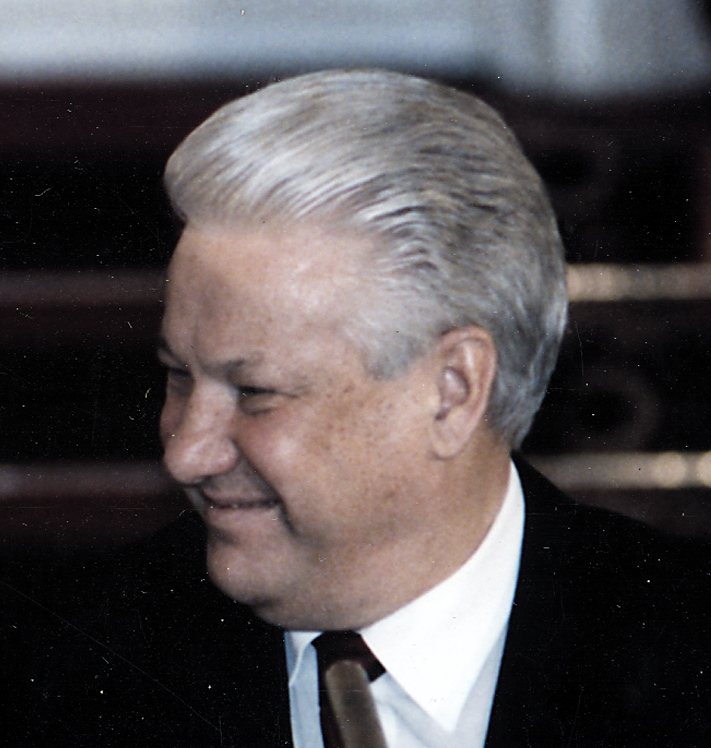
Boris Eltsine en 1993

  - Boris Eltsine, homme d’État russe, président de la Russie de 1991 à 1999 (° 1er février 1931).
  - Kitaoka Fumio, artiste graveur japonais (° 1918).
  - David Halberstam, journaliste et essayiste américain (° 10 avril 1934).
- 2008 :
  - Jean-Daniel Cadinot, réalisateur et producteur de films gay français (° 10 février 1944).
  - Richard Casanova, chef français du gang dit de la brise de mer (° 3 juillet 1959).
- 2013 : le mollah Omar (Mohammad Omar dit), seigneur de guerre et religieux taliban en Afghanistan, complice voire coauteur du terroriste Ben Laden (° v. 1950).
- 2015 : Pierre Claude Nolin, homme politique canadien (° 30 octobre 1950).
- 2016 : Madeleine Sherwood, actrice canadienne (° 13 novembre 1922).
- 2017 :
  - Leo Baxendale, auteur de bandes dessinée humoristique britannique (° 27 octobre 1950).
  - Imre Földi, haltérophile hongrois (° 8 mai 1938).
  - Karl Holl, historien allemand (° 22 juin 1931).
  - Kate O'Beirne, journaliste américaine (° 23 septembre 1949).
  - Luis Pércovich, homme politique péruvien, président du Conseil des ministres de 1984 à 1985 (° 14 juillet 1931).
  - František Rajtoral, footballeur tchèque (° 12 mars 1986).
  - Kenny Sears, basketteur américain (° 17 août 1933).
- 2019 : Jean, grand-duc de Luxembourg de 1964 à 2000 (° 5 janvier 1921).
- 2022 : Arno (Arnold Charles Ernest Hintjens dit), chanteur et acteur europhile belge flamand, francophone et anglophone.

## Célébrations

### Internationales
- Journée mondiale du livre et du droit d'auteur[3] commémorant le même 23 avril de 1616 supra où décédèrent ou furent inhumés trois célèbres auteurs dont au moins deux pères de leurs littératures nationales européennes respectives de l'ère moderne : Miguel de Cervantes, William Shakespeare et Inca Garcilaso de la Vega (s'étaient-ils rencontrés, de leur vivant contemporain ?).
- Première journée de la semaine mondiale pour la sécurité routière[4].

### Nationales
- Allemagne (Union européenne à zone euro) : tag des Deutschen bieres / « jour de la bière allemande » célébré en l'honneur de la loi du Reinheitsgebot ci-avant.
- Angleterre (Royaume-Uni) : Saint George's Day (en) / « jour de la saint Georges » fête nationale anglaise dont la croix rouge du drapeau blanc (et indirectement celle de l'Union Jack britannique entremêlée avec les croix et fonds des saints André patron de l'Ecosse (30 novembre) et David patron du Pays de Galles (29 décembre) etc.) est surnommée croix de saint-George(s).
- Brésil : dia nacional do choro[5]/ journée nationale du choro commémorant la naissance de Pixinguinha vers 1897.
- République de Conch : fête "nationale de l'Independence Day" de cette « micronation » de Floride (États-Unis.
- Espagne (Union européenne à zone euro) :
  - sant Jordi / « jour de la saint Georges » le patron de la Catalogne, au cours duquel on offre un livre et une rose.
  - Día de Castilla y León (es) / jour des Castille et León commémorant la bataille de Villalar de los Comuneros en 1521 ci-avant (province de Valladolid).
- Mythologie lettone et balte (Union européenne à zone euro) : voir religions ci-après.
- Turquie : 23 Nisan Ulusal Egemenlik ve Çocuk Bayramı / « journée de la souveraineté nationale et des enfants »).

### Religieuses
- Mythologie lettone et balte : festival de Jurģi (en), une variante linguistique locale du prénom Georges (date d'abord sans doute païenne christianisée ensuite par Saint Georges ci-après).
- Fêtes romaines des Vinalia priora c'est-à-dire du vin nouveau / primeur de la vendange d'automne : libation d'un flamine au dieu Jupiter / Zeus pater.
- Bahaïsme : fêtes de Ridván célébrant la prophétie de Mirza Husayn Ali Nuri à Bagdad capitale de l'actuel Irak.
- Scoutisme : occasion de célébrer le saint patron des scouts Saint Georges de Lydda ci-après dans plusieurs pays de traditions majoritairement chrétiennes[6] (dont les États baltes ci-avant par exemple).

### Saints des Églises chrétiennes

#### Saints catholiques du jour
Référencés ci-après in fine :
- Adalbert de Prague († 997), évêque de Prague.
- Euloge d'Édesse († 387), évêque.
- Félix, Fortunat et Achillée († 212), martyrs de Valence.
- Georges de Lydda († 303), martyr à Lod (Israël) (ancienne Lydda).
- Gérard de Toul († 994), évêque de Toul.
- Ibar de Beggerin (en) († 500), missionnaire en Irlande.
- Marole de Milan (it) († 423), 15e évêque de Milan.
- Pusinne († Ve siècle), ermite près de Corbie.

#### Saints et bienheureux catholiques du jour
Référencés ci-après in fine :
- Égide d'Assise († 1262), bienheureux religieux italien et un des six 1ers compagnons de saint François d'Assise.
- Hélène Valentini (it) († 1458), bienheureuse laïque italienne membre du Tiers-ordre des ermites de saint-Augustin.
- José Torres Padilla († 1878), bienheureux prêtre espagnol.
- Maria Gabriella Sagheddu († 1939), bienheureuse religieuse trappistine italienne.
- Thérèse-Adélaïde Manetti († 1910), bienheureuse religieuse carmélite italienne fondatrice de la congrégation des carmélites de sainte Thérèse.

#### Saints orthodoxes
Outre les saints œcuméniques voire pré-schismatiques ci-avant, aux dates parfois "juliennes" / orientales...
- Georges de Ptolémaïs († 1752), martyr.
- Lazare le Bulgare († 1802), martyr.

### Prénoms du jour
Bonne fête aux Georges et ses variantes : Georg, George, Georget, Georgi, Georgio, Georgy, Giorgio, György, Iouri infra, Jerzy, Jiří (plutôt que Jérémie et Jérémy les 1er mai ou Jérôme les 30 septembre), Jo (cf. Joseph et variantes les 17 mars par exemple), Jochen(?), Jord, Jordi, Jordy, Jorg, Jorge, Jorgen, Joris, Jorj, Jory, Jorys, Jürgen, Jurģi (en), Jurgit(h)a, Xurxo, Yorgi, Yorgis, Yorgos (6 mai orthodoxe), Iouri, Youri, Yuri, Yury et Yuryi équivalents slavophones, Yurgi, Yurgit(h)a, Yurgod, Yurgos ; et pour formes féminines : George, Georgette, Georgia, Georgiana, Georgiane, Georgie, Georgina, Georgine, Giorgia, Gjorge , Marie-George(s), Xurxa, Yurga (cf. les Grégoire et leurs variantes les 3 septembre).
Et aussi aux :
- Adalbert,
- Fortunat[11] et ses variantes : Fortuné, Fortunée, etc.
- Gérard (fête locale, fête majeure le 3 octobre).

## Traditions et superstitions
- Les premiers épis récoltés en Europe étaient apportés à l'église et accrochés à la croix de procession pour augurer d'une bonne récolte.[réf. nécessaire]

### Dictons
Début de la période des saints cavaliers précédant celle des saints de glace, d'où les nombreux dictons météorologiques qui leur sont associés dont par exemple :
- « À la saint-Georges, la caille est dans l’orge. »[12]
- « À la saint Georges, l'épi est dans la gorge. »
- « À la saint-Georges, le millet vaut mieux que l’orge. »[12]
- « À la saint-Georges, quitte tes avoines et sème (ou herse) ton orge. »[12]
- « À la saint Georges, sème ton orge ; à la saint Marc, il est trop tard. »
- « Entre Georges et Marquet [25 avril], un jour de l’hiver se met. »[12]
- « Entre saint-Marc et saint-Georges, un seul beau jour peut faire de l’orge. »[13]
- « Gelées de saint-Georges, saint-Marc et saint-Robert, récoltes à l’envers. »[12]
- « Georget, Marquet, Vitalet [28 avril] et Croiset [3 mai], s'ils sont beaux, font du bon vin. »[14]
- « Pluie de saint-Georges coupe aux cerises la gorge. »[15]
- « Pluie de saint Georges, coupe aux prunes et aux cerises la gorge. »
- « Pour la saint-Georges, sème ton orge. Pour la saint-Robert [30 avril], qu'il soit couvert. Mais si tu attends la Saint-Marc [25 avril], il est trop tard. »[12]
- « Quand il pleut à la saint-Georges, il n'y a ni prune ni orge. »
- « Quand il pleut à la saint-Georges, sur cent cerises, il en reste quatorze. »[16]
- « Saint-Georges arrive souvent sur un cheval blanc. »[12] (la légende du cheval blanc est une ellipse désignant le grésil ou la gelée blanche printanière)
- « Saint Georges, saint Marc, sont réputés saints grêleurs. »
- « Saint Georges, saint Marc, sont réputés saints vendangeurs. »
- « S'il gèle à la saint Georges, sur cent bourgeons en restent quatorze. »
- « S’il pleut le jour de la Saint-Georgeau, pas de fruits à noyau, ni guignes, ni bigarreaux. »[12]
- « Si Saint-Georges n’est pas là, pas une hirondelle du ciel ne viendra. »[17]

### Astrologie
- Signe du zodiaque : 3e jour du signe astrologique du Taureau.